# Ozyptila lutosa
Ozyptila lutosa är en spindelart som beskrevs av Ono och Martens 2005. Ozyptila lutosa ingår i släktet Ozyptila och familjen krabbspindlar.
Artens utbredningsområde är Iran. Inga underarter finns listade i Catalogue of Life.